# Världsmästerskapen i landsvägscykling 2012
Världsmästerskapen i landsvägscykling 2012 anordnades i den holländska provinsen Limburg mellan den 15 och 23 september 2012.

## Medaljsummering

### Elittävlingar
| Herrar       | Guld | Guld       | Silver | Silver | Brons | Brons     |
| Linjelopp    | Philippe Gilbert · Belgien | 6:10.41    | Edvald Boasson Hagen · Norge | + 0.04 | Alejandro Valverde · Spanien | + 0.05    |
| Tempolopp    | Tony Martin · Tyskland | 58.38,76   | Taylor Phinney · USA | + 5,37 | Vasil Kiryjenka · Belarus | + 1.44,99 |
| Lagtempolopp | Omega Pharma–Quick-Step | 1:03.17,17 | BMC Racing Team | + 3,23 | Orica–GreenEDGE | + 47,06   |
| Lagtempolopp | Tom Boonen (BEL) · Sylvain Chavanel (FRA) · Tony Martin (GER) · Niki Terpstra (NED) · Kristof Vandewalle (BEL) · Peter Velits (SVK) | 1:03.17,17 | Alessandro Ballan (ITA) · Philippe Gilbert (BEL) · Taylor Phinney (USA) · Marco Pinotti (ITA) · Manuel Quinziato (ITA) · Tejay van Garderen (USA) | + 3,23 | Sam Bewley (NZL) · Luke Durbridge (AUS) · Sebastian Langeveld (NED) · Cameron Meyer (AUS) · Jens Mouris (NED) · Svein Tuft (CAN) | + 47,06   |

| Damer        | Guld | Guld     | Silver | Silver  | Brons | Brons     |
| Linjelopp    | Marianne Vos · Nederländerna | 3:14.29  | Rachel Neylan · Australien | + 0.10  | Elisa Longo Borghini · Italien                                                                                              | + 0.18    |
| Tempolopp    | Judith Arndt · Tyskland | 32.26,46 | Evelyn Stevens · USA | + 33,77 | Linda Villumsen · Nya Zeeland                                                                                               | + 40,57   |
| Lagtempolopp | Team Specialized–lululemon | 46.31,63 | Orica-AIS | + 24,19 | AA Drink–leontien.nl | + 1.59,32 |
| Lagtempolopp | Charlotte Becker (GER) · Ellen van Dijk (NED) · Amber Neben (USA) · Evelyn Stevens (USA) · Ina-Yoko Teutenberg (GER) · Trixi Worrack (GER) | 46.31,63 | Judith Arndt (GER) · Shara Gillow (AUS) · Loes Gunnewijk (NED) · Melissa Hoskins (AUS) · Alex Rhodes (AUS) · Linda Villumsen (NZL) | + 24,19 | Chantal Blaak (NED) · Lucinda Brand (NED) · Jessie Daams (BEL) · Sharon Laws (GBR) · Emma Pooley (GBR) · Kirsten Wild (NED) | + 1.59,32 |

### Under-23-tävlingar
| Herrar    | Guld                        | Guld     | Silver                    | Silver  | Brons                      | Brons   |
| Linjelopp | Alexej Lutsenko · Kazakstan | 4:20.15  | Bryan Coquard · Frankrike | + 0.00  | Tom Van Asbroeck · Belgien | + 0.00  |
| Tempolopp | Anton Vorobjov · Ryssland   | 44.09,02 | Rohan Dennis · Australien | + 44,39 | Damien Howson · Australien | + 51,12 |

### Juniortävlingar
| Herrar    | Guld                      | Guld     | Silver                    | Silver | Brons                            | Brons   |
| Linjelopp | Matej Mohorič · Slovenien | 3:00.45  | Caleb Ewan · Australien   | + 0.00 | Josip Rumac · Kroatien           | + 0.00  |
| Tempolopp | Oskar Svendsen · Norge    | 35.34,75 | Matej Mohorič · Slovenien | + 7,04 | Maximilian Schachmann · Tyskland | + 11,83 |

| Damer     | Guld                           | Guld     | Silver                   | Silver  | Brons                        | Brons     |
| Linjelopp | Lucy Garner · Storbritannien   | 2:11.26  | Eline Brustad · Norge    | + 0.00  | Anna Stricker · Italien      | + 0.00    |
| Tempolopp | Elinor Barker · Storbritannien | 22.26,29 | Cecille Ludvig · Danmark | + 35,87 | Demi de Jong · Nederländerna | + 1.03,13 |

## Medaljfördelning

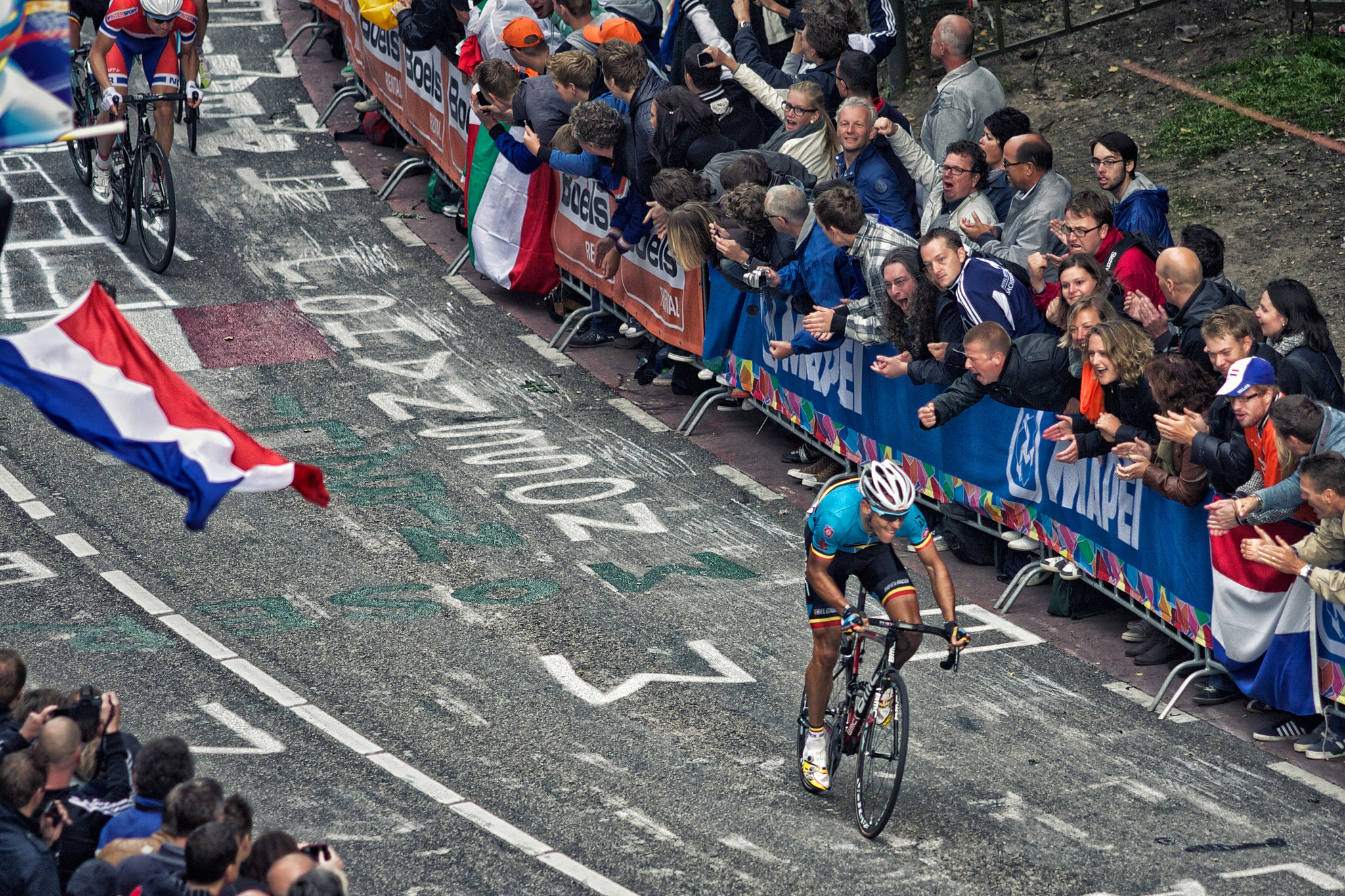
Världamästare Philippe Gilbert (Belgien).

| Pl. | Nation         | Guld | Silver | Brons | Totalt |
| --- | -------------- | ---- | ------ | ----- | ------ |
| 1.  | Tyskland       | 3    | 0      | 1     | 4      |
| 2.  | Belgien        | 2    | 0      | 1     | 3      |
| 3.  | Storbritannien | 2    | 0      | 0     | 2      |
| 4.  | Norge          | 1    | 2      | 0     | 3      |
| 5.  | Slovenien      | 1    | 1      | 0     | 2      |
| 6.  | Nederländerna  | 1    | 0      | 1     | 2      |
| 7.  | Kazakstan      | 1    | 0      | 0     | 1      |
| 7.  | Ryssland       | 1    | 0      | 0     | 1      |
| 9.  | Australien     | 0    | 4      | 2     | 6      |
| 10. | USA            | 0    | 3      | 0     | 3      |
| 11. | Danmark        | 0    | 1      | 0     | 1      |
| 11. | Frankrike      | 0    | 1      | 0     | 1      |
| 13. | Italien        | 0    | 0      | 2     | 2      |
| 14. | Kroatien       | 0    | 0      | 1     | 1      |
| 14. | Nya Zeeland    | 0    | 0      | 1     | 1      |
| 14. | Spanien        | 0    | 0      | 1     | 1      |
| 14. | Belarus        | 0    | 0      | 1     | 1      |